# Tanjung Pasir (Pemulutan)
Tanjung Pasir is een bestuurslaag in het regentschap Ogan Ilir van de provincie Zuid-Sumatra, Indonesië. Tanjung Pasir telt 674 inwoners (volkstelling 2010).